# 富士FinePix S9500
富士FinePix S9500是富士胶片公司于2005年发布的一款针对摄影爱好者的长焦数码相机。
FinePix S9500这款相机拥有10.7倍光学变焦（等效于35mm相机的28mm-300mm焦距），具备完全手动设置、机械式变焦环、高感光度、支持允许变焦的视频拍摄模式等特点。在微距模式下，最近能拍摄1cm距离的物体。配合大光圈，长焦端和微距都能得到较浅的景深。
此款相机的缺点则是镜头光圈相对较小（非恒定光圈，F2.8-F4.9），在长焦端（300mm）时最大光圈仅为F4.9；另外，这款相机的自动对焦速度稍慢，这点在弱光环境里比较明显。